# Времето се спря
„Времето се спря“ (на италиански: Il tempo si è fermato) е италианска комедия от 1959 година, режисирана от Ермано Олми.

## Сюжет
Двама мъже на средна възраст – Натале (Натале Роси) и Салвети (Паоло Гуадруби) работят като охранители във Водноелектрическа централа, разположена в близост до язовир, високо в Италианските Алпи. Когато вторият отива в долината, за да прекара коледните празници със семейството си, като негов заместник в планината е изпратен младият студент Роберто (Роберто Севезо). Другият мъж е едновременно ядосан и заинтригуван от навиците на младежа, който слуша музика прекалено силно, става късно сутрин и не употребява алкохол. Разликата в поколенията пречи на двамата мъже да намерят общ език в свирепите зимни дни. Ситуацията се променя, когато връхлетяла лавина ги откъсва окончателно от света и ако искат да оцелеят, те трябва да обединят усилията си и да започнат да работят съвместно.

## В ролите
| Изпълнител     | Роля    |
| -------------- | ------- |
| Натале Роси    | Натале  |
| Роберто Севезо | Роберто |
| Паоло Гуадруби | Салвети |

## Награди
- Награда Златен бокал за Ермано Олми от 1960 година.[3]